# Marko Tešija
Marko Tešija (Spalato, 14 gennaio 1992) è un calciatore croato, centrocampista dell'Ilvamaddalena.